# Акжартас (Карагандинская область)
Акжартас (каз. Ақжартас) — село в Шетском районе Карагандинской области Казахстана. Входит в состав Акжалской поселковой администрации. Код КАТО — 356435200.

## История
Основан переселением населения из села Карабулак в 1978 году.

## Население
В 1999 году население села составляло 595 человек (309 мужчин и 286 женщин). По данным переписи 2009 года, в селе проживало 478 человек (290 мужчин и 188 женщин).